# Ichthyodes rubricollis
Ichthyodes rubricollis är en skalbaggsart som först beskrevs av Macleay 1886.  Ichthyodes rubricollis ingår i släktet Ichthyodes och familjen långhorningar. Inga underarter finns listade i Catalogue of Life.